# Piazza del Duomo (Bergamo)
La Piazza del Duomo di Bergamo, già platea parva Sancti Vincentii, conserva in uno spazio celato, e racchiuso da edifici religiosi e civili la storia più antica della città orobica. Per secoli fu luogo di contratti, di scambi e di bandi, parte attiva nella vita pubblica cittadina, subendo nel tempo molte modifiche fino al rifacimento.

## Storia
La piazza faceva parte del foro romano cittadino che è stato localizzato grazie agli scavi e agli studi eseguiti sotto la cattedrale nei primi anni del XX secolo. Le ricerche hanno rilevato la presenza in quest'area di strade e di domus romane. Il foro comprendeva lo spazio tra piazza Vecchia, piazza del Duomo, fino al mercato del pesce.
Con l'avvento del cristianesimo quello che era un tempio pagano, divenne la paleocristiana chiesa di san Vincenzo risalente al V secolo.
Gli atti notarili conservati sia nella biblioteca civica Angelo Mai, nell'archivio di Stato che della Curia cittadina, permettono una ricostruzione delle diverse modifiche che la piazza ha subito dal XII secolo fino al rinnovamento del XX secolo con la collocazione del battistero. La piazza viene indicata negli atti notarili come platea parva Sancti Vincentii a testimoniare che era di proporzioni inferiori alla platea magna Santi Vincentii che si trovava dove è ubicato il fontanone visconteo, e dove nel XIV secolo vi era una fontana anticamente chiamata Berlina, forse il nome è derivante dai prigionieri che sulla piazza erano esposti al pubblico disprezzo Piazza duomo era ristretta dai portici che si trovavano davanti alla chiesa mariana dove erano posti anche guardie cittadine, poi rimossi, inoltre la parte dei palazzi della curia e del giuristi erano molto più avanzati sulla piazza stessa.
Nel XII secolo, per adempiere a un voto cittadino, fu edificata la basilica di Santa Maria Maggiore e ampliata nel XIV secolo. Sopra le sue mura sono ancora visibili il Capitium Comunis Pergami (cavezzo - 2,63 metri) e il Brachium (braccio - 53,1 cm) misure a cui dovevano attenersi i tessitori e i commercianti che sulla piazza svolgevano le proprie attività e i contratti commerciali. Il secolo successivo vide la demolizione dell'estate del 1472 della sacrestia della basilica per la costruzione della Cappella Colleoni opera dell'architetto Giovanni Antonio Amadeo, il monumento che contiene le spoglie del condottiero Bartolomeo Colleoni vede il maggior numero di visitatori della città.

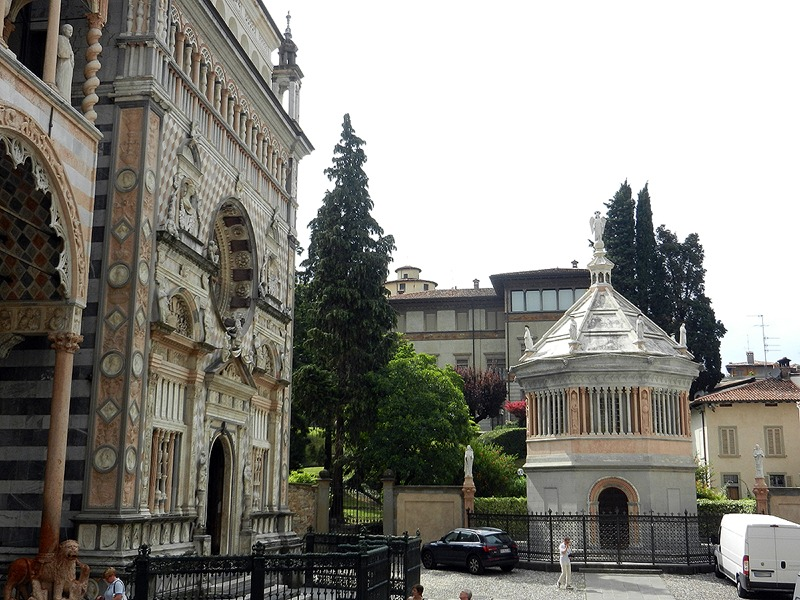
Piazza del Duomo

Anche il palazzo del comune, poi della Ragione, fu costruito nel XII secolo, sicuramente terminato nel 1198. La facciata principale volgeva verso piazza del duomo dove vi era la scala d'accesso, dato non confermato dagli scavi archeologici del XX secolo, la parte fungeva da arengo dove venivano proclamate le sentenze e dettate le delibere del comune, per essere poi modificato con la facciata posta verso piazza Vecchia, allora Piazza Nuova, negli anni 1462 e 1463 quando la Serenissima fece aprire gli arconi al piano terreno verso la piazza e i finestroni gotici, mentre era già ultimata sin dalla tarda estate del 1457 la scalinata che porta all'ingresso tramite un cavalcavia loggiato e che permetteva di accedere anche all'attiguo Palazzo dei giuristi.
La scala, o forse più di una, fu rimossa con l'ampliamento la basilica vincenzina.. 

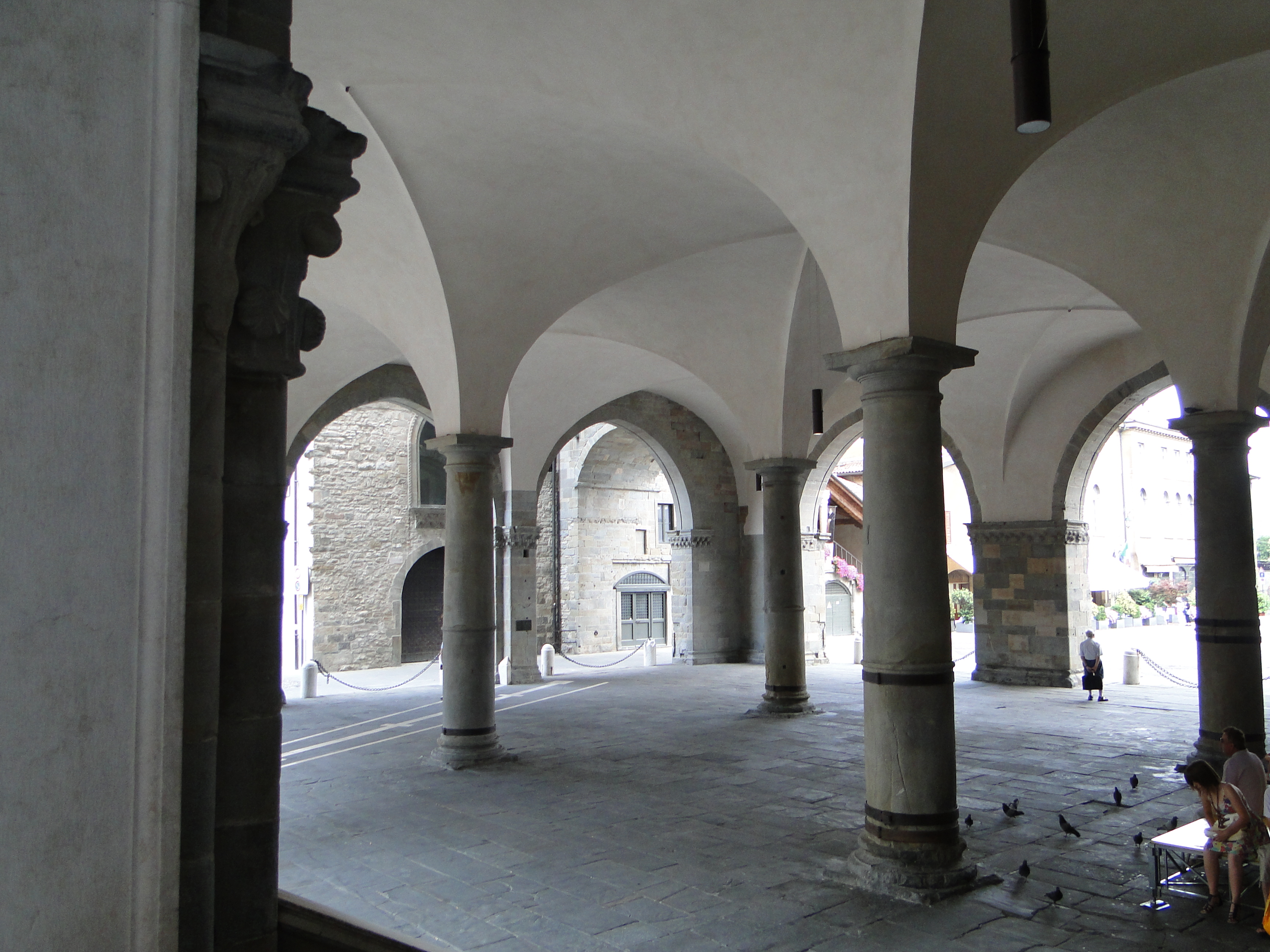
Porticato del Palazzo della Ragione che collega piazza Vecchia e piazza del Duomo

Gli atti notarili avevano la caratteristica di descrivere con abbastanza meticolosa esattezza i luoghi dove venivano rogati; da questa descrizione è possibile risalire alle differenti fasi delle rimodulazioni dei monumenti presenti sulla piazza fino ad arrivare alla disposizione invariata dai primi anni del Novecento.
Sulla piazza, probabilmente dove è posto il battistero, c'era il fabbricato per i Giudici, con l'archivio del tribunale, stanze e case che servivano a espletare i servizi processuali. Sulla piazza vi era anche un regio cioè un pulpito dove venivano letti i proclami e le sentenze dei giudice.. Il regio era il protiro della basilica mariana, sia quello rivolto sulla piazza, che quello verso il tempietto della Croce, aveva infatti la caratteristica di essere sollevato rispetto alla pavimentazione e di avere un tetto, così che le sentenze arrivassero a tutti.
La piazza visse gli avvenimenti più drammatici della storia cittadina, con la distruzione del palazzo vescovile nel 1296 a causa degli scontri tra i guelfi e i ghibellini che obbligò la fuga del vescovo Giovanni da Scanzo, e l'incendio del palazzo del comune ad opera degli spagnoli nel 1513.
La ricostruzione del palazzo della Ragione con l'apertura verso piazza Vecchia e la ricostruzione della basilica alessandrina, spostarono le attività lasciando che piazza del duomo diventasse un luogo prettamente religioso perdendo la caratteristica pubblica cittadina, e con il tempo grande attrazione turistica.

## Descrizione

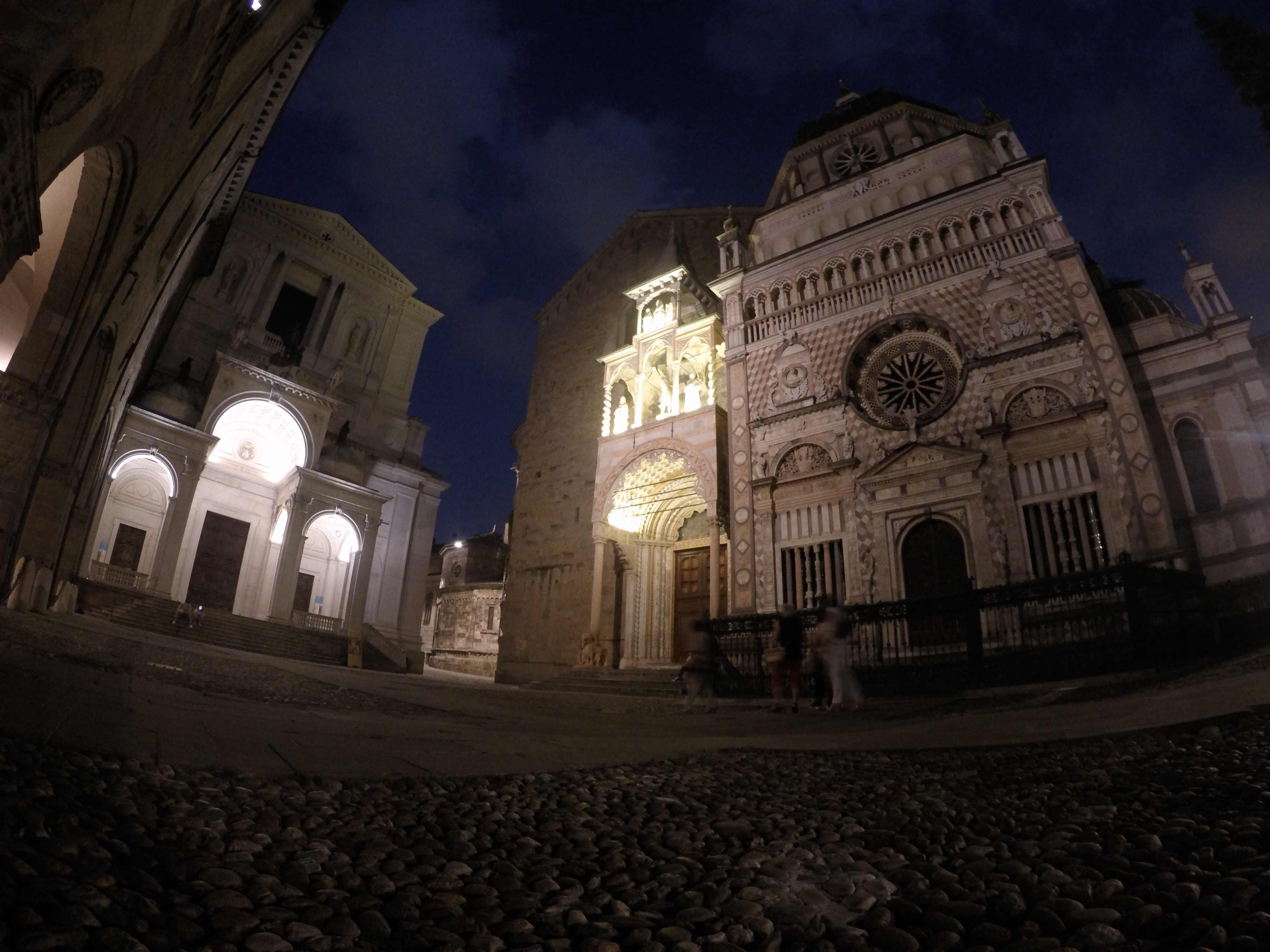
Piazza del Duomo con i suoi monumenti

La piazza è divisa da piazza Vecchia dal porticato del palazzo della Ragione, e prosegue lungo il lato a sud della basilica di Santa Maria Maggiore fino a congiungersi con Piazza Reginaldo Giuliani.

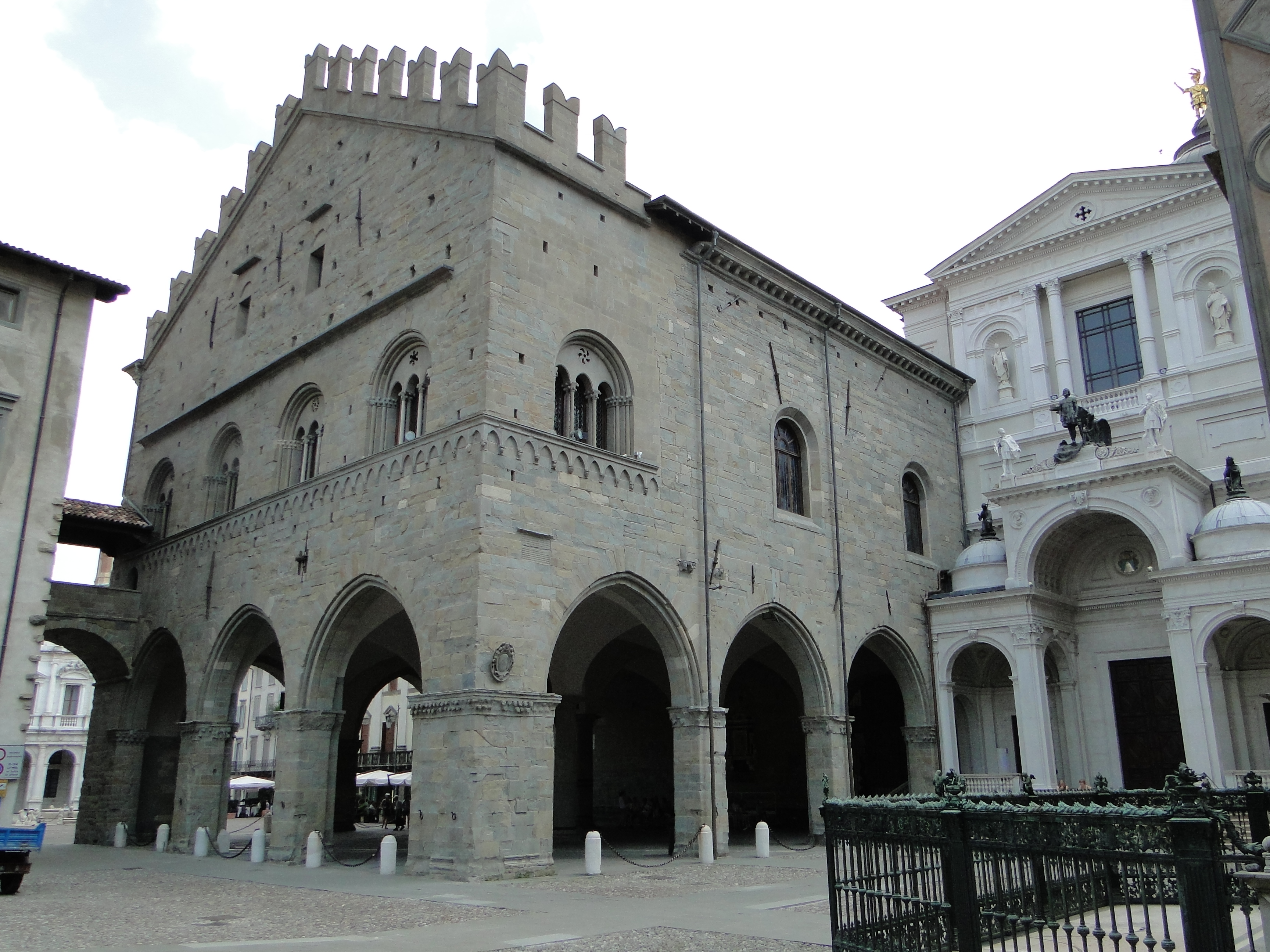
Piazza Duomo con palazzo della Ragione e Duomo

La piazza, malgrado raccolga la parte artistica e religiosa più rilevante della città, è celata all'occhio dell'osservatore dal grande palazzo della Ragione. Il porticato del palazzo e la volta che lo collega al Palazzo del Podestà sono la principale via d'accesso. La pavimentazione in ciottolato con lastroni di pietra arenaria centrali che accompagnano all'ingresso dei monumenti, le conferisce un aspetto ancora di tardo medioevo. Sul lato ad est della piazza, nel 1900 fu posizionato il battistero trecentesco di Giovanni da Campione e riadattato da Virginio Muzio. Nei documenti è citato anche un ambiente posto a fianco dei palazzi adibito a carceri, di questa parte però non rimane che testimonianza negli archivi.

### Monumenti
- Cattedrale di sant'Alessandro
- Basilica di santa Maria Maggiore
- Cappella Colleoni
- Aula della Curia Vescovile che conduce al Tempietto di Santa Croce
- Battistero
- Palazzo del Podestà
- Palazzo della Ragione (Bergamo)

### Musei
- Museo del tesoro di Santa Maria Maggiore di Bergamo
- Museo e Tesoro della cattedrale
- Museo del Cinquecento